# Строєв Єгор Семенович
Єго́р Семе́нович Стро́єв (25 лютого 1937, село Дудкіно, тепер село Строєво Хотинецького району Орловської області, Російська Федерація) — радянський і російський державний діяч, секретар ЦК КПРС, 1-й секретар Орловського обкому КПРС, губернатор Орловської області. Голова Ради Федерації Росії (1996—2001).
Член ЦК КПРС у 1986—1991 роках. Член Політбюро ЦК КПРС з 13 липня 1990 по 23 серпня 1991 року. Депутат Верховної Ради СРСР 11-го скликання. Народний депутат СРСР (1989—1991). Доктор економічних наук (1994), дійсний член Російської академії сільськогосподарських наук (1997), академік Російської академії наук (2013). Повний кавалер ордена «За заслуги перед Вітчизною» (Російська Федерація).

## Життєпис
Народився в родині колгоспника. Батько працював головою колгоспу, вибирався головою сільської ради. У 1954 році Єгор Строєв закінчив середню школу.
З 1954 року — пастух, з 1955 року — колгоспник, з 1957 року — бригадир колгоспу «Прогрес» Хотинецького району Орловської області.
Член КПРС з 1958 по 1991 рік.
У 1958—1963 роках — агроном, начальник виробничої дільниці, секретар партійного бюро колгоспу «Прогрес» Хотинецького району Орловської області.
У 1960 році заочно закінчив Мічурінський плодоовочевий інститут імені Мічуріна, агроном-садівник.
У 1963—1965 роках — заступник секретаря партійного комітету, завідувач ідеологічного відділу партійного комітету Урицького районного виробничого колгоспно-радгоспного управління Орловської області.
У 1965—1967 роках — секретар Хотинецького районного комітету КПРС Орловської області.
У 1967—1969 роках — слухач Вищої партійної школи при ЦК КПРС.
У 1969—1970 роках — 2-й секретар Покровського районного комітету КПРС Орловської області.
У 1970 році — голова виконавчого комітету Покровської районної ради депутатів трудящих Орловської області.
У 1970—1973 роках — 1-й секретар Покровського районного комітету КПРС Орловської області.
У 1973—1984 роках — секретар Орловського обласного комітету КПРС з питань сільського господарства.
У 1984—1985 роках — інспектор ЦК КПРС.
22 червня 1985 — 25 вересня 1989 року — 1-й секретар Орловського обласного комітету КПРС.
20 вересня 1989 — 23 серпня 1991 року — секретар ЦК КПРС, займався питаннями сільського господарства.
Коли у 1991 році діяльність КПРС була припинена, Строєв перейшов на адміністративно-наукову роботу. У 1991—1993 роках — директор Всеросійського науково-дослідного інституту селекції і сорторозведення плодових культур. Одночасно у 1991—1993 роках був членом комісії з вироблення проєкту Конституції Російської Федерації.
13 квітня 1993 — 26 лютого 1996 року — глава адміністрації Орловської області. 26 лютого 1996 — 16 лютого 2009 року — губернатор Орловської області.
Одночасно 23 січня 1996 — 5 грудня 2001 року — голова Ради Федерації Федеральних зборів Російської Федерації. Був також головою ради Міжпарламентської асамблеї країн СНД. Отримав довічне звання «Почесного Голови Ради Федерації», засноване Радою Федерації в 2002 році. З 13 березня по 27 вересня 2002 — член президії Державної ради Російської Федерації.
З 26 листопада 2005 року — член партії «Єдина Росія».
З 14 березня 2009 по 24 вересня 2014 року — представник уряду Орловської області в Раді Федерації.
Опублікував понад 100 наукових праць, у тому числі низку монографій. Ініціатор та організатор аграрного реформування в Росії.

## Нагороди і звання
- орден «За заслуги перед Вітчизною» І ст. (Російська Федерація) (5.12.2001)
- орден «За заслуги перед Вітчизною» ІІ ст. (Російська Федерація) (20.02.1997)
- орден «За заслуги перед Вітчизною» ІІІ ст. (Російська Федерація) (2.05.1996)
- орден «За заслуги перед Вітчизною» IV ст. (Російська Федерація) (25.02.2007)
- орден Жовтневої Революції (1973)
- орден Трудового Червоного Прапора (1987)
- орден Святого князя Володимира ІІ ст. (Російська Федерація)
- орден Дружби (В'єтнам)
- медаль «За трудову доблесть» (1971)
- медалі